# Kokkedal
Kokkedal (dänisch ˈkʰʌkəˌtɛˀl) ist ein Ort in der Gemeinde Fredensborg der Region Hovedstaden (Hauptstadt) mit 13.266 Einwohnern. Ein Teil der Ortsfläche liegt auf dem Gebiet der Gemeinde Hørsholm. Sie ist Gemeindesitz der Gemeinde Fredensborg. Kokkedal ist nach dem nahegelegenen Schloss Kokkedal benannt.

## Geschichte
Im Jahr 1897 wurde die Küstenbahn von Kopenhagen nach Helsingør gebaut. In Kokkedal gab es zu der Zeit keine nennenswerte Besiedlung. Gleichwohl wurde hier ein Haltepunkt der Bahn angelegt.
Die Gegend blieb bis über den Zweiten Weltkrieg hinaus so gut wie unbewohnt. Erst mit dem Wachstum, das die Hauptstadt Kopenhagen in den 1950er Jahren erlebte, wurden Orte im Umland in die Planungen eines neu geschaffenen Stadtentwicklungsausschusses einbezogen. Kokkedal gehörte in der frühen Phase nicht dazu.
Die Ländereien nördlich des Bahnhofs gehörten zur Landwirtschaft des Hofs Jellerød. Das Land südöstlich des Bahnhofs gehörte zum Schloss Kokkedal, das Land südwestlich des Bahnhofs zu der Ortschaft Usserød. Der Gedanke an städtebauliche Entwicklung war auch angesichts des Mangels einheitlicher Verwaltung nicht ausgeprägt. Auch die Verkehrsanbindung war abgesehen von der Eisenbahn nicht gut. So wurde im Teilbebauungsplan Nr. 4 aus dem Jahr 1960, in dem der Ausbau des Bahnhofs Kokkedal festgelegt wurde, die Bahn als primärer Verkehrsträger gesehen.
Ein neuer Stadtentwicklungsplan von 1966 sah eine städtebauliche Entwicklung für praktisch die gesamte damalige Gemeinde Hørsholm vor, wobei Kokkedal und die Grünflächen südlich des Ortes ausgenommen blieben. In Hørsholm sollten die nordwestlichen Teile für Gewerbezwecke genutzt werden, der Rest für offenen, niedrigen Wohnungsbau.
Erst nach der Kommunalreform 1970 und der damit verbundenen Kommunalplanung erfolgte in den folgenden Jahren eine rasche Expansion von Kokkedal. Der Ort wuchs explosionsartig und ohne einheitliche Planung. Der neue Ortskern entstand nicht am Bahnhof, sondern am Kongevejen, wo in der Nähe eines Fabrikgeländes ein neues Rathaus gebaut wurde. Nördlich davon wurden große Wohngebiete ohne eigentliche Freiflächen, aber mit zentral gelegenen Schulen angelegt. Östlich davon wurden mehrstöckige Wohnhäuser in Richtung Usserød Å gebaut. Östlich der Bahnstrecke wurden die restlichen Grundstücke des Hofs Jellerød mit Einzelhäusern bebaut, ohne dass eine befriedigende Lösung für die Verkehrswege gefunden wurde.
Die massive Erweiterung von Kokkedal führte dazu, dass der für die Hauptstadtregion zuständige Kopenhagener Stadtrat im Raumordnungsbericht 1989/3 für das verbliebene offene Land nördlich von Nivå bis zur Küste ein regionales Ausflugsgebiet auswies.

## Lage
Kokkedal liegt an der Ostküste der Insel Seeland zwischen den beiden Gemeinden Nivå und Hørsholm. 30 km südlich liegt die Hauptstadt Kopenhagen. Östlich des Orts liegt im Øresund die zu Schweden gehörende Insel Ven.

## Verkehr
Durch Kokkedal führt die E47/E55 (Helsingørmotorvejen) zwischen Kopenhagen und Helsingør. Am Ufer des Øresund verläuft ferner als bedeutende Verbindungsstraße Strandvejen (der Strandweg; Landstraße 152) durch Kokkedal.

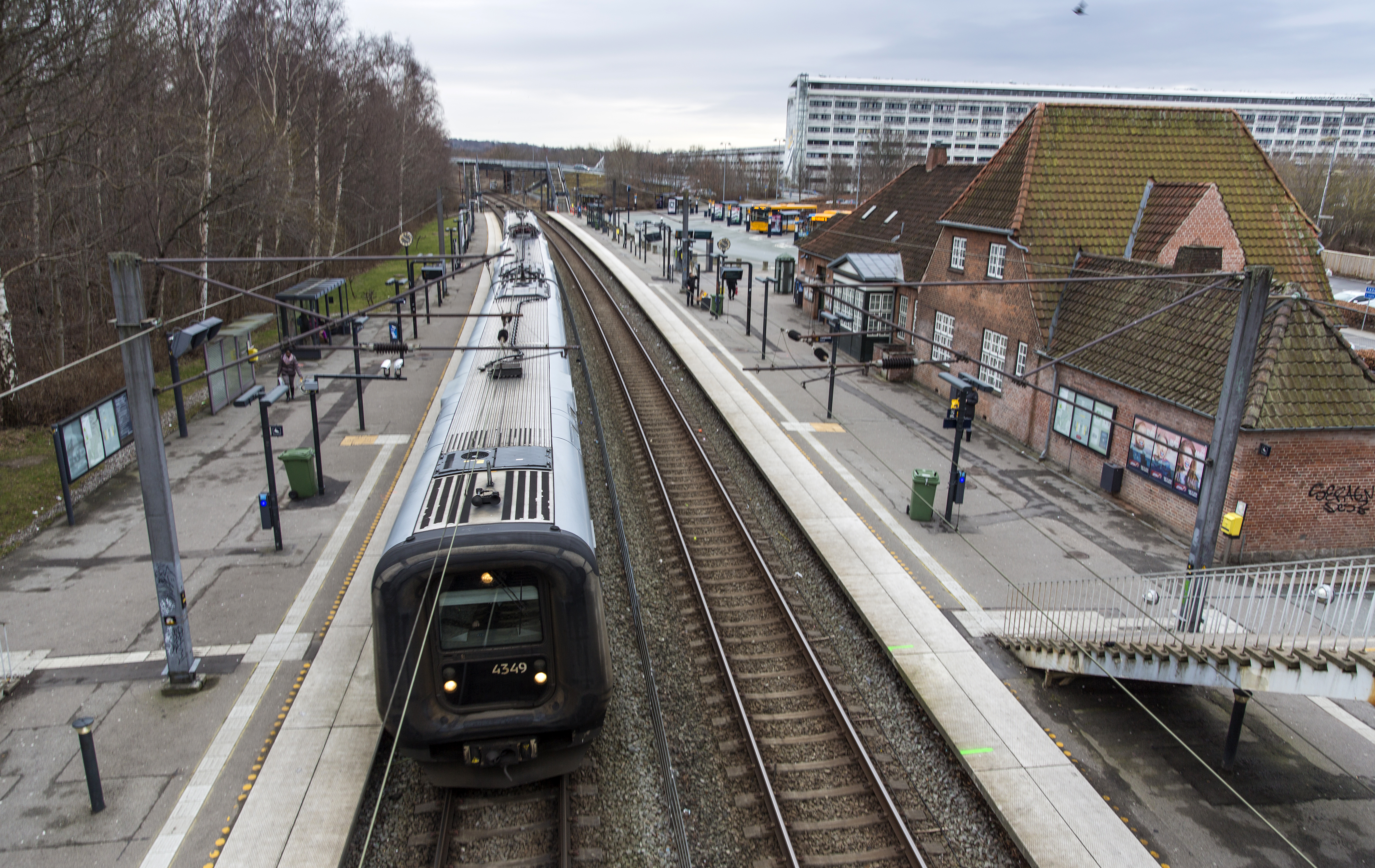
Bahnhof von Kokkedal

Kystbanen (die Küstenbahn; Öresundzug), die ebenfalls Kopenhagen und Helsingør verbindet, hat mit Kokkedal Station einen Haltepunkt im Ort.

## Demografie
56 % der Einwohner von Kokkedal sind Einwanderer in zweiter oder dritter Generation, die meisten davon mit türkischen oder arabischen Wurzeln. 44 % sind einheimische Dänen.

## Kultur, Freizeit und Sport
Im Fasanvænget 531 (Fasanenweg) hat die Karlebo Lokalhistoriske Forening ihren Sitz. Sie beschäftigt sich mit geschichtlichen Aspekten des Ortes und gibt seit 2006 die Mitgliederzeitschrift „Rytterskolen“ heraus. Im Avderødvej 19 befindet sich die lokalhistorische Abteilung des Fredensborg Museum, die in einer Schule aus dem Jahr 1723 untergebracht ist. Es handelt sich um eine der sogenannten „Reiterschulen“ (rytterskoler), die König Frederik IV in ganz Dänemark erbauen ließ. Ausgestellt werden Gegenstände aus lokalen Ziegeleien und Fliesenfabriken sowie Landwirtschaft und Schulwesen.
Die Foreningen For Kulturelle Projekter hat ihren Sitz im Egedalsvænge 27. Sie hat das Ziel, die Integrationspolitik der Gemeinde Fredensborg durch vielfältige, die Gemeinschaft fördernde Aktivitäten zu unterstützen.

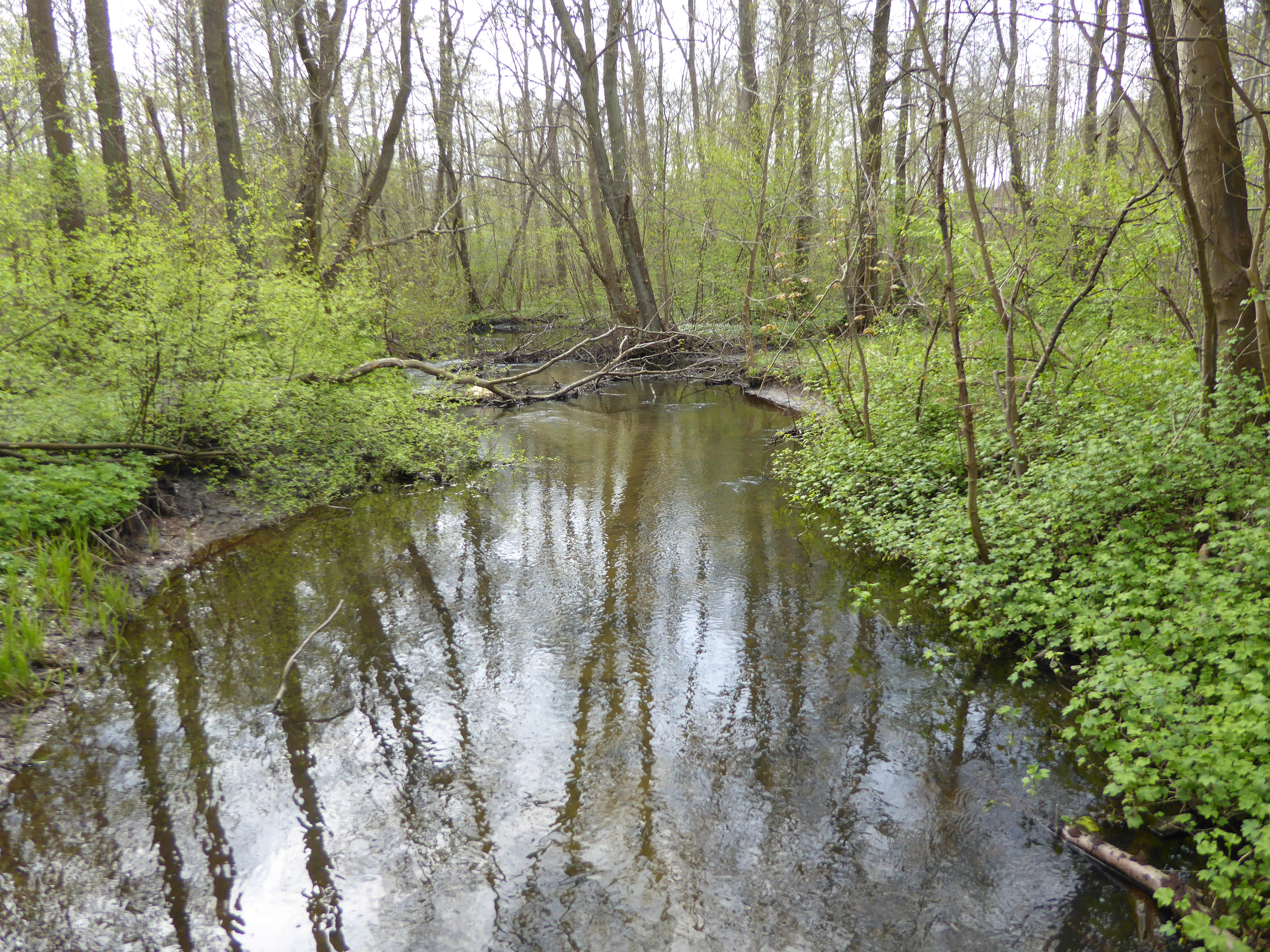
Usserød Å

Usserød Å ist ein landschaftlich reizvolles Naturgebiet, das vom Jellerød Parkvej 35 erreicht wird. Die Wiesen und Wälder beidseits des Flusslaufes waren von 2012 bis 2016 Gegenstand eines Projekts des EU-Life Fonds zur Erhaltung ökologisch ursprünglicher Gebiete und sind sowohl zur Naherholung wie zur Sensibilisierung für natürliche Umwelt bedeutsam.
Fredtoften (Fredtoftevej 11A) ist ein großer, überwiegend von weitläufigen Wiesen geprägter öffentlicher Park mit einer 800 Zuschauern Platz bietenden Freilichtbühne.
In Hjortevænget 202 findet sich die Nive Å’s Lystfiskerforening, eine im Jahr 1973 gegründete Vereinigung von Sportanglern.
Der Nivå Golf Platz (Løvbjerggårdsvej 1; Nivå Golf Center A/S) ist mit 27 Bahnen (Loch) die größte Golfanlage Nordseelands.

## Persönlichkeiten
- Michael Mørkøv (* 1985), dänischer Radrennfahrer
- Jesper Mørkøv (* 1988), dänischer Radrennfahrer
- Mads Pedersen (* 1996), dänischer Fußballspieler
- William Kaastrup (* 2004), dänischer Fußballspieler